# Río Kentucky
El río Kentucky (del inglés: Kentucky River) es un río de Estados Unidos, un afluente del río Ohio que discurre por el estado de Kentucky. El río y sus tributarios drenan la mayor parte de la región central del estado, pasando en su curso superior a través de las regiones carboneras de las montañas de Cumberland, y en su curso inferior pasando por la región de Bluegrass en la parte norte central del estado. Tiene una longitud de 417 km —con su fuente, el ramal Norte Fork, 677 km— y drena una cuenca de alrededor de 18 000 km². La única ciudad importante en su curso es la capital estatal, Frankfort (con solo 25 527 hab. en el año 2010, una de las capitales estatales menos pobladas), aunque suministra agua potable a cerca de una sexta parte de la población del estado.
El río no es navegable más arriba de la presa Lock 4 en Frankfort (con 25 527 hab. en el año 2010). Detrás de las compuertas de las presas Lock s 5-14 se han vertido mamparos de hormigón para reforzar el punto más débil de esas presas. Las 14 presas existentes en el río están ahora bajo la dirección estatal de la Autoridad del Río Kentucky (Kentucky River Authority) y su fin principal es mantener una cantidad de agua suficiente para abastecer la ciudad de Lexington (295 803 hab.). A pesar de que el área de Lexington recibe más de 1000 mm de precipitación anual, los suelos calizos y la geología kárstica de la zona hacen que muy poca agua superficial discurra por escorrentía natural en la región.
Beattyville (1307 hab.), Irvine (2715 hab.), Richmond (31 364 hab.), Lancaster (3442 hab.), Nicholasville (28 015 hab.), Harrodsburg (8340 hab.), Wilmore (5905 hab.), Versailles (8568 hab.), Lawrenceburg (10 505 hab.) y Frankfort también obtienen el suministro de agua municipal del río y se estima que dependen del mismo más de 700.000 personas.

## Descripción

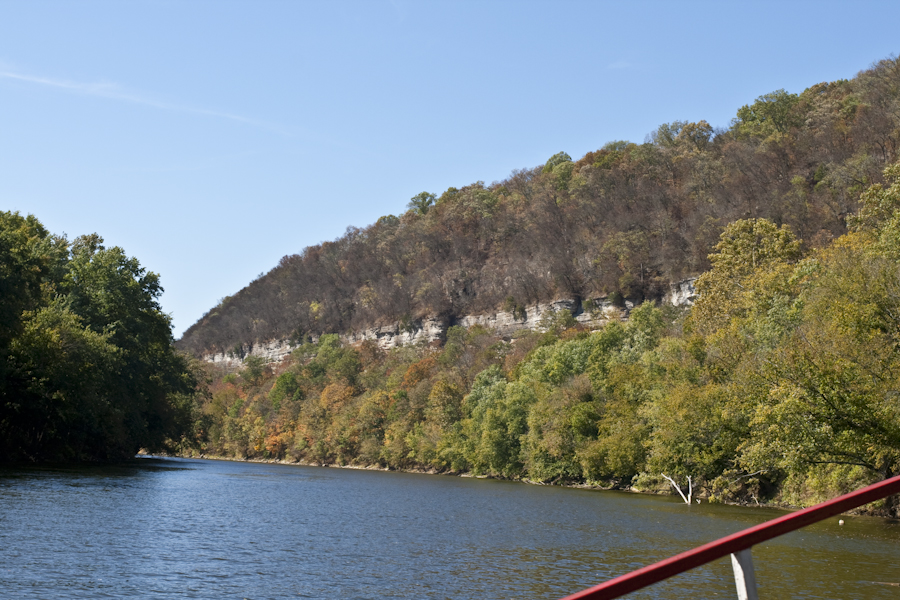
El río Kentucky en el tramo de las Kentucky River Palisades.

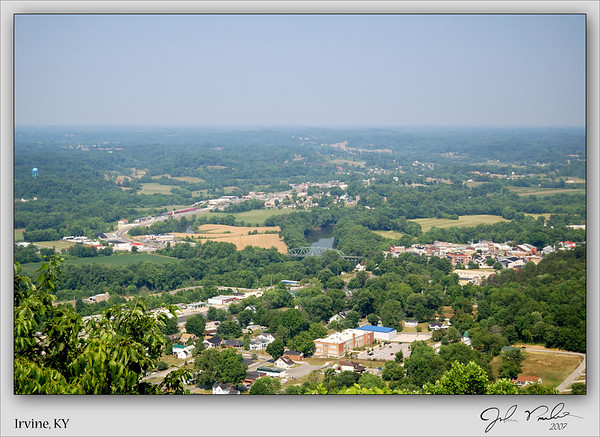
El río Kentucky a su paso por la ciudad de Irvine.

El río Kentucky se forma por la confluencia de los ramales Norte, Centro y Sur a unos 200 m de altitud en el este de Kentucky, cerca de Beattyville, en el condado de Lee. Fluye generalmente en dirección noroeste, en un curso muy sinuoso a través de las montañas, cruzando el bosque nacional Daniel Boone (8500 km²). Pasa luego por Irvine y Boonesborough, para seguir a continuación al suroeste, pasando al sur de Lexington, y luego hacia el norte a través de Frankfort. Se une al Ohio en Carrollton (3938 hab.), en el condado de Carroll.
Sus principales afluentes son el río Red (de 156,4 km, que le aborda a unos 24 km al suroeste de Boonesborough), el arroyo Silver (de 64 km, que se une a 32 km al suroeste de Boonesborough), el río Dix (de 127,6 km, en High Bridge), el arroyo Benson (en Frankfort) y el arroyo Elkhorn (de 29,5 km, a unos 16 km al norte de Frankfort).
Entre Clays Ferry en el condado de Madison y Frankfort, el río pasa a través del Kentucky River Palisades, una serie de escarpadas gargantas de aproximadamente 160 km de longitud. Luego continúa hasta su desembocadura en el río de Ohio en Carrollton.

## Ramales

### Ramal Norte

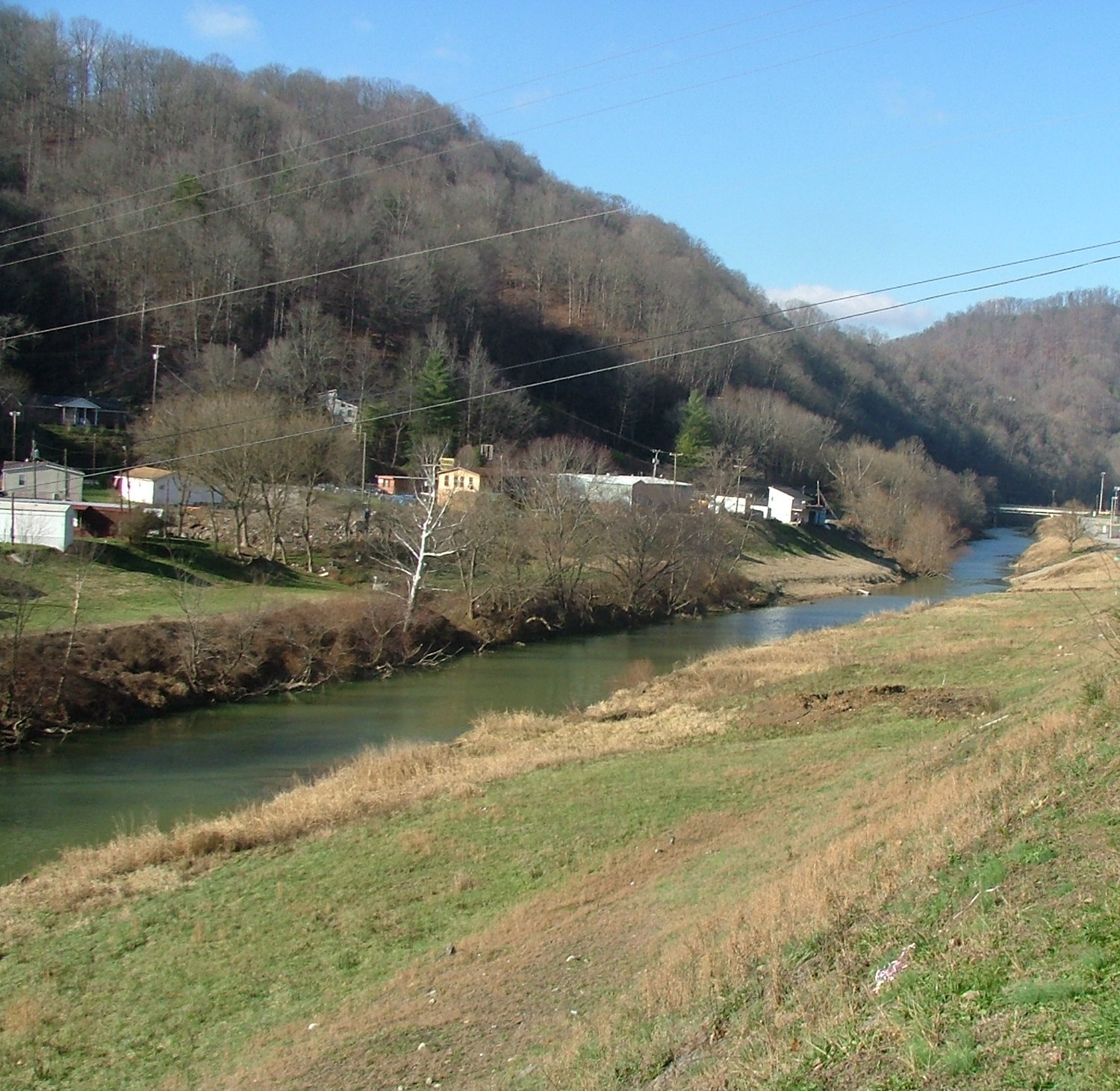
El ramal Norte cerca de Combs.

El ramal [del] Norte del Kentucky (del inglés: North Fork Kentucky River) tiene aproximadamente 270 kilómetros de largo. Nace en el lado occidental de la montaña Pine, en los Apalaches del extremo sureste de Kentucky, en el este del condado de Letcher, cerca de la frontera con el estado de Virginia. Fluye generalmente al noroeste, en un curso sinuoso a través de la montañosa meseta de Cumberland, más allá de Hazard y Jackson. Sus principales afluentes son el arroyo Rockhouse (que le aborda en Blackey, cerca de su fuente), el Carr Fork (a unos 13 km al sureste de Hazard), el arroyo Troublesome (en Haddix, al sureste de Jackson). Unos cinco kilómetros aguas arriba de su desembocadura recibe al ramal Medio y luego confluye con el ramal Sur para formar el Kentucky en Beattyville.

### Ramal Medio
El ramal [del] Medio del Kentucky (del inglés: South Fork Kentucky River) es un afluente del ramal del Norte de unos 169 km de longitud, que discurre por el sureste de Kentucky. Nace en las montañas Apalaches en el sur del condado de Leslie, aproximadamente a 26 km  de la frontera con el estado de Virginia, y fluye hacia el norte a través de la meseta de Cumberland pasado Hyden. En Buckhorn está represado para formar el embalse del lago Buckhorn. Sigue luego del embalse en dirección noroeste y se une al ramal del Norte, en el condado de Lee, aproximadamente a 8 km al este de la confluencia de los ramales del Norte y del Sur en Beattyville.

### Ramal Sur
El ramal [del] Sur del Kentucky (del inglés: Middle Fork Kentucky River) tiene aproximadamente 72 km de largo. Nace en el condado de Clay, en la ciudad de Oneida en el bosque nacional Daniel Boone, aproximadamente a 16 km al noreste de Manchester, por la confluencia del arroyo Goose y del río Red Bird. Fluye generalmente hacia el norte en un curso altamente serpenteante a través de la región montañosa de la meseta de Cumberland. Se une al ramal del Norte para formar el Kentucky en Beattyville.

## Recreo
El mayor ejemplar de Hiodon alosoides pescado en el estado de Kentucky (2 lbs, .64 oz.) fue capturado en el río Kentucky.